# Миладиновци (област Ямбол)
Вижте пояснителната страница за други значения на Миладиновци.
Миладиновци е село в Югоизточна България. То се намира в община Тунджа, област Ямбол.

## География
Миладиновци се намира в Югоизточна България, в подножието на
Манастирските възвишения, на 38 км югозападно от Ямбол. Релефът в областта е предимно хълмист. Надморската височина е около 300 м, а на места достига и 600 м.

## История
До преди освобождението си, селото е известно с турското си име „Калфакьоѝ“, което не се знае със сигурност, но се предполага, че му е дадено заради многото калфи, обучавани при местните майстори.
По време на насилственото изселване на българи от Одринска Тракия през 1913, се заселва голяма група бежанци, привлечена от плодородните ниви и пословичната гостоприемност на тогавашния кмет.

## Културни забележителности
Забележителност на селото е църквата „Св. св. Кирил и Методий“, построена и осветена в края на 19 век, по-точно на 11 май 1895 г.
Въпреки възрастта си е претърпяла само малки козметични ремонти по фасадата, като иконите и стенописите са запазени в отлично състояние. През 2011 година църквата е ремонтирана.
Друго старо учреждение е местното читалище „Паисий Хилендарски“, основано през 1928 г.
Фолклорния състав към читалището продължава да поддържа народните традиции. Като групата има множество отличия от регионални и национални фолклорни събори.
В чест на падналите в боя за родината местни войници, в „селската“ градина е поставен мемориален паметник.

## Природни забележителности
До селото има голямо ловно стопанство, характерно с най-голям брой диви свине на единица площ. Срещат се елени, сърни и всички видове вреден дивеч. В ловното стопанство се отглеждат фазани.

## Други
Благодарение на видния миладиновски жител Господин Великов, тогавашен началник на бригадирското движение, селото се сдобива с водопровод, пуснат в експлоатация в началото на 1949 г. Водоснабдяването тогава е обезпечено единстено от разработени местни водоизточници.
В чест на Господин Великов, в днешни дни площада носи името му.
През 1957 г. селото вече може да се похвали и със своята електрификация.
В селото е роден носителят на множество медали и отличия от вътрешни и международни състезания, републиканският шампион по бокс в категория „тежка“ Дойчо Петков Димитров. Той е удостоен със званието „Боксьор на столетието в категория „тежка“ на ямболска област“.